# Malcolm Lincoln

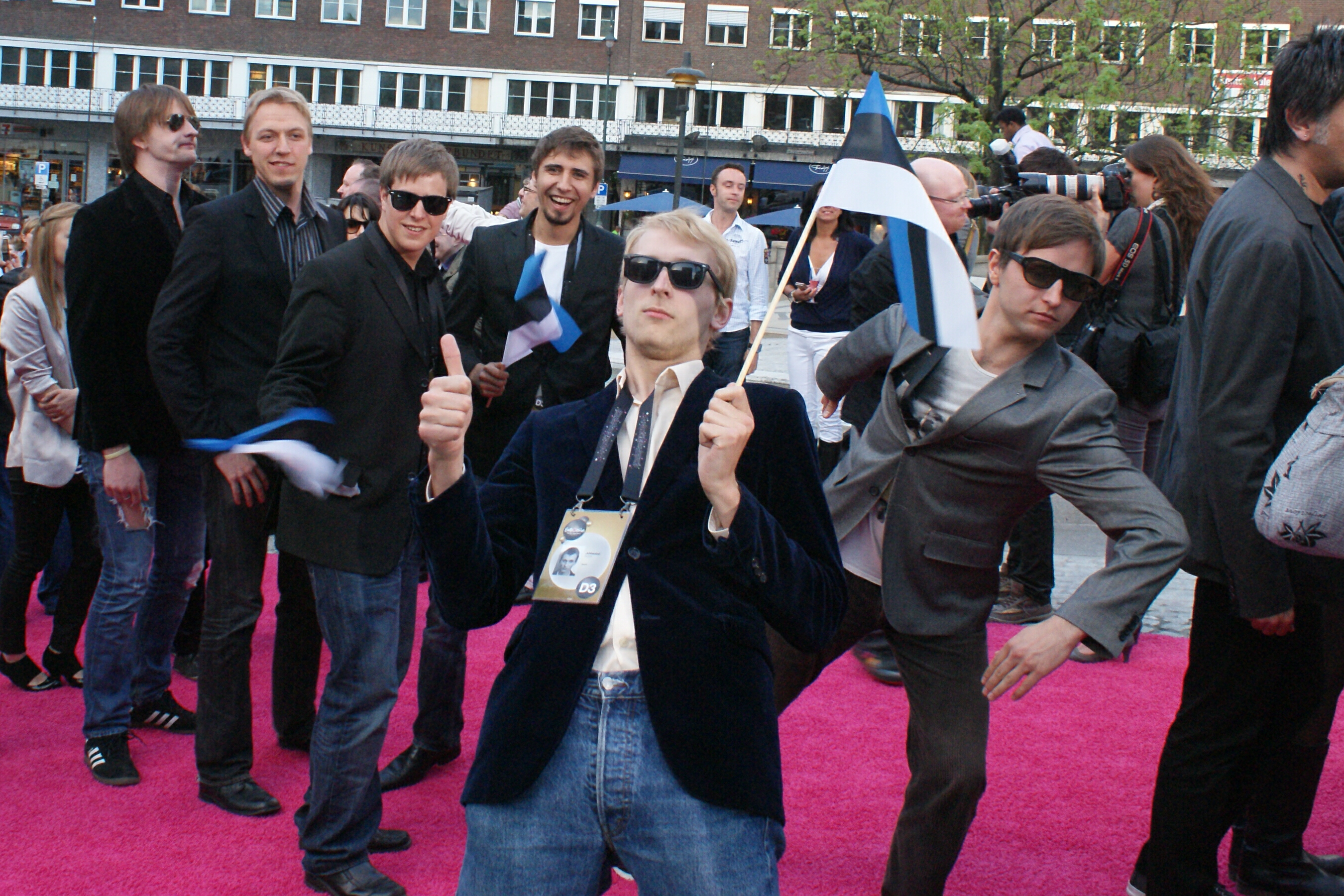
Malcolm Lincoln (Robin Juhkental au centre, Madis Kubu à sa droite) et la quatuor Manpower 4 (à gauche) à Oslo en mai 2010.

Malcolm Lincoln est un duo estonien composé de Robin Juhkental (chant) et de Madis Kubu (basse).
Accompagnés du groupe de chanteurs Manpower 4, ils représenteront l'Estonie au Concours Eurovision de la chanson cette année avec la chanson Siren (sirène). Ils ne se sont pas qualifiés pour la finale
Leur nom a pour origine une anecdote survenue lors du jeu télévisé Kes tahab saada miljonäriks?, la version de Qui veut gagner des millions ?. À une question sur Abraham Lincoln, le 16e Président des États-Unis, un candidat a répondu "Malcolm Lincoln".